# Berg (Tongeren)
Berg és un nucli de la ciutat de Tongeren a la província de Limburg a Bèlgica. El 2003 comptava am uns 588 habitants. El 1971 el municipi es va fusionar amb Tongeren.

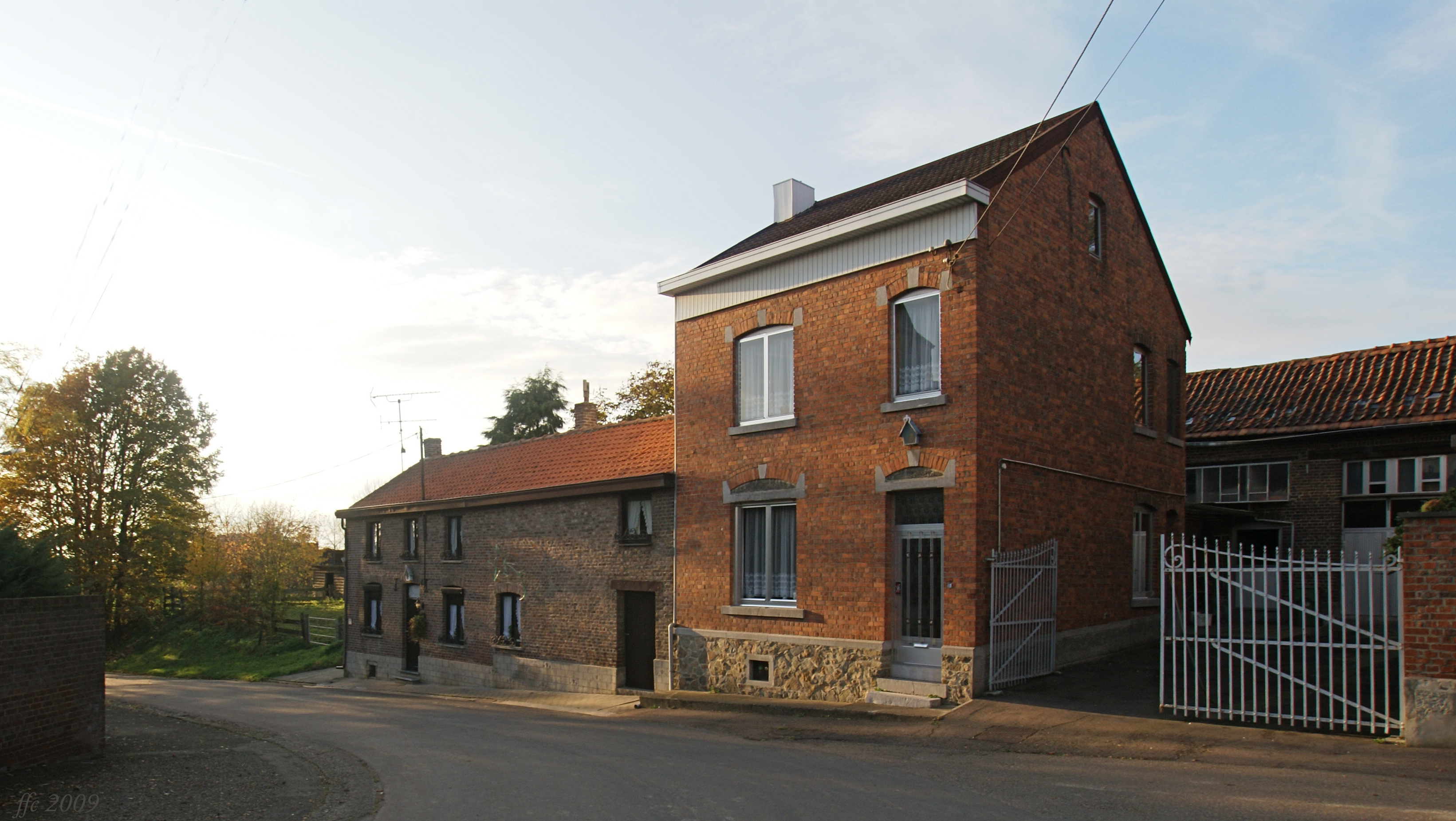
Masia i cases al centre del poble

Berg es troba a una cresta de tres pujols, el Trappersberg, el pujol de l'església i el Galgeberg, el que explica el seu nom: berg és el mot neerlandès per mont.
S'hi troben uns túmuls gal·loromans i sepulcres merovingis que indiquen que el lloc, a un promontori estratègic, va ocupar-se des de molts segles. A l'edat mitjana, Berg depenia de la justícia de la llibertat de Tongeren, una de les Bones Viles del principat de Lieja. El Galgeberg (trad.: mont de la forca) recorda el temps quan s'hi van penjar els condemnats.

## Nucli
- Ketsingen

## Lloc d'interès
- L'església de Martí de Tours
- La font del Dèmer a Ketsingen
- Els túmuls